# فرد في. شيري
فرد في. شيري (بالإنجليزية: Fred V. Cherry)‏ هو طيار أمريكي، ولد في 24 مارس 1928 في سوفولك في الولايات المتحدة، وتوفي في 16 فبراير 2016 في واشنطن العاصمة في الولايات المتحدة.